# Brödpudding

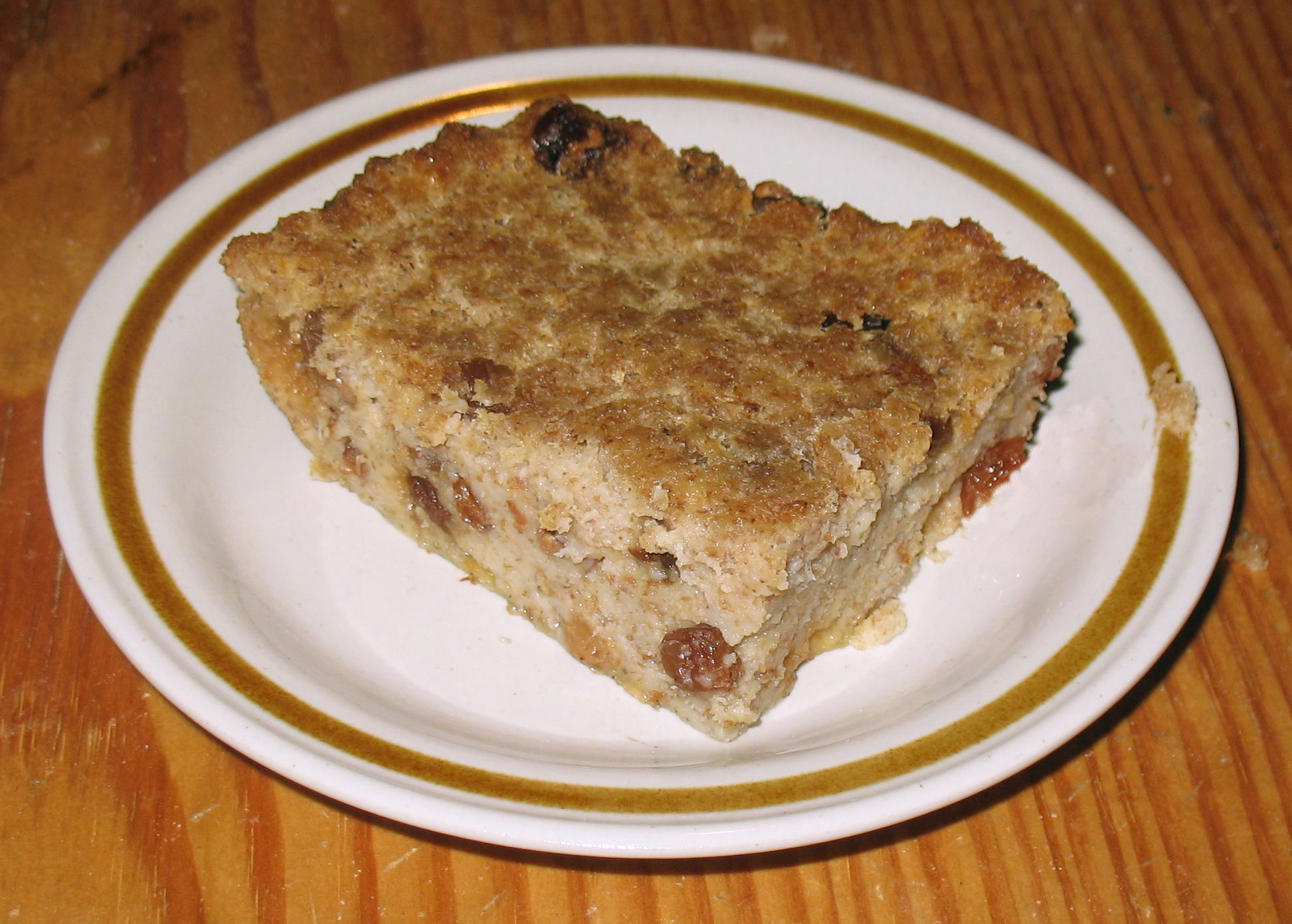
Portion brödpudding.

Brödpudding är en maträtt baserad på bröd, äggstanning, socker och kryddor. Den är en efterrätt baserad på gammalt överblivet bröd som rivs i bitar, suger upp en smet och därefter gräddas i ugn.
Gemensamt för de olika recepten på brödpudding är det överblivna brödet och en äggstanning baserad på mjölk, ägg och smaktillsatser. Om brödet är torrt/torkat, behövs en längre blötläggning i smeten före gräddning i ugn. Smaktillsatser kan inkludera kanel, russin, socker, äppelmos och vaniljsocker. Mängden kryddor och socker kan varieras beroende på typen av bröd, och används gamla kanelbullar ingår socker och kanel redan i kryddningen. Resultatet kan bli något som både påminner om äppelpaj och fattiga riddare; det senare är ett annat sätt att ta tillvara gammalt överblivet bröd.
Den färdiga brödpuddingen kan serveras med exempelvis vispgrädde, sylt och/eller mjölk.
Brödpudding finns i olika varianter i bland annat svensk och finländsk matkultur. Puddingar baserade på (gammalt) bröd har dock lång historia i många olika kulturer, inklusive i Storbritannien, Ungern och Filippinerna.